# Эрдмута Доротея Рейсс-Эберсдорфская
Эрдму́та Дороте́я Ре́йсс-Э́берсдорфская (нем. Erdmuthe Dorothea von Reuß zu Ebersdorf), в замужестве Эрдму́та Дороте́я фон Ци́нцендорф (нем. Erdmuthe Dorothea von Zinzendorf; 7 ноября 1700, Эберсдорф, Графство Рейс — 19 июня 1756, Хернхут) — графиня из младшей линии дома Рейсс, дочь графа Рейсс-Лобенштейн-Эберсдорфа Генриха X. Супруга титулярного имперского графа Николая Людвига фон Цицендорфа; в замужестве — имперская графиня Цинцендорф и Поттендорф.
Сторонница пиетизма и автор протестантских евангельских гимнов. Во время изгнания мужа в течение одиннадцати лет руководила общинами моравских братьев в Саксонии, заслужив прозвание «матери гернгутеров».

## Семья и ранние годы
Родилась в Эберсдорфе 7 ноября 1700 года. Она была дочерью графа Рейсс-Лобенштейн-Эберсдорфа Генриха X, основателя линии графов и князей Рейсс-Эберсдорфа, и Эрдмуты Бенигны Сольмс-Лаубахской, графини из дома Сольмсов. По отцовской линии приходилась внучкой владетелю Рейсс-Лобенштейна Генриху X и Марии Сибилле Рейсс-Обергрейцской, графине из старшей линии дома Рейсс. По материнской линии была внучкой графа Сольмс-Лаубах-Вильденфельса Иоганна Фридриха I и Бенигны Промницкой, графини из дома Промниц.
Стараниями родителей, вместе с другими детьми, получила хорошее домашнее образование. Наставником Эрдмуты Доротеи был лютеранский теолог и основатель пиетизма Филипп Якоб Шпенер.
В 1721 году она познакомилась с рейхсграфом и религиозным реформатором Николаем Людвигом фон Цинцендорфом, который прибыл в Эберсдорф к своему другу, Генриху XXIX, графу Рейсс-Эберсдорфа. Цинцендорф искал себе в жёны девушку, которая смогла бы разделить с ним труд христианской проповеди. Внимание рейхсграфа привлекла старшая сестра друга, Бенигна Мария, но предложение он сделал младшей сестре графа, Эрдмуте Доротее.

## Брак и потомство
Свадебные торжества прошли 7 сентября 1722 года в Эберсдорфе. Несмотря на то, что в браке Николая Людвига и Эрдмуты Доротеи часто случались споры из-за противоположных точек зрения, за шестнадцать лет они произвели на свет двенадцать детей. У них родились:
- Кристиан Эрнст (7.08.1724 — 2.11.1724), умер вскоре после рождения;
- Генриетта Бенигна Юстина[нем.] (28.12.1725 — 11.05.1789), сочеталась браком с бароном Иоганнесом фон Ваттевилем[нем.] (18.10.1718 — 7.10.1788);
- Кристиан Ренат[нем.] (19.09.1727 — 28.05.1752), имперский граф Цинцендорф и Поттендорф;
- Кристиан Фридрих (18.09.1729 — 25.10.1729), умер вскоре после рождения;
- Теодора Каритас (24.10.1730 — 2.12.1732), умерла вскоре после рождения;
- Иоганн Эрнст (18.03.1732 — 19.05.1732), умер вскоре после рождения;
- Кристиан Людвиг Теодор (19.03.1733 — 31.08.1736), умер в младенческом возрасте;
- Анна Терезия (7.08.1734 — 15.12.1738), умерла в младенческом возрасте;
- Мария Агнесса (6.11.1735 — 17.02.1784), сочеталась браком с бургграфом и графом Морицем Вильгельмом цу Дона-Шлодин (2.12.1737 — 4.03.1777);
- Иоганна Саломея (4.08.1737 — 21.12.1742), умер в младенческом возрасте;
- Давид (22.09.1738 — 6.06.1742), умер в младенческом возрасте;
- Елизавета (25.04.1740 — 11.02.1807), сочеталась браком с бароном Фридрихом Рудольфом фон Ваттевилем (1.01.1738 — 18.01.1811); согласно другим данным вышла замуж за Рудольфа Фридриха фон Ваттенвиля (1.01.1738 — 1809), сыном банкира Николая фон Ваттенвиля[нем.].

## Деятельность
После свадьбы рейхсграфиня взяла на себя управление имуществом мужа в Бертельсдорфе и основанном им для моравских братьев поселении Гернгут. В этой общине она была главой сестринского дома, содержала детский приют и работала воспитательницей. В 1732 году Цинцендорф был впервые изгнан из Саксонии. Отправляясь в изгнание, он переписал на жену своё имущество. Как и муж, Эрдмута Доротея посетила ряд европейских стран с целью распространения пиетизма, в том числе Российскую империю. Когда Цинцендорф был снова изгнан, она приняла на себя управление общинами и управляла ими во время одиннадцатилетнего изгнания супруга и его широкой миссионерской деятельности.
После возвращения Николая Людвига из Лондона в 1755 году супруги, жившие раздельно во время вынужденной разлуки, продолжили вести отдельные хозяйства. Эрдмута Доротея, которая часто болела после смерти в 1752 году их сына Рената, жила в Гернгуте. Николай Людвиг поселился в замке Вефиль в Бертельсдорфе, где поддерживал близкие отношения со своей давней сотрудницей, ставшей затем его второй супругой, Анной Ничман.
Эрдмута Доротея умерла 19 июня 1756 года в Гернгуте. Она является автором ряда протестантских церковных гимнов и внесла ценный вклад в издание книги Гернгутерских лозунгов. Ещё при жизни её называли матерью гернгутеров.